# Где-то есть сын
«Где-то есть сын» — советская драма режиссёра Артура Войтецкого, снятая на Ялтинской киностудии в 1962 году по сценарию Дмитрия Холендро.
Дмитрий Холендро воевал в Крыму, и многие его произведения посвящены черноморской тематике.

## Сюжет
Харлампий — старый рыбак — живёт один в рыбацком посёлке на берегу моря. Ему очень одиноко, он скучает по своему единственному сыну, который однажды уехав, не подаёт никаких вестей. Он всё ждёт, когда его сын приедет к нему или хотя бы напишет письмо.

## В ролях
- Светлана Дружинина — Надя
- Николай Симонов — Харлампий
- Виктор Авдюшко — матрос
- Ксения Козьмина — жена Харлампия
- Дмитрий Франько — Егор Карпов
- Александр Толстых — Лёшка
- Ольга Бган — девушка на почте
- Михаил Васильев — шофёр

## Съёмочная группа
- Сценарист: Дмитрий Холендро
- Режиссёр: Артур Войтецкий
- Оператор: Юрий Ильенко
- Композитор: Модест Табачников